# Bruceia hubbardi
Bruceia hubbardi är en fjärilsart som beskrevs av Dyar 1898. Bruceia hubbardi ingår i släktet Bruceia och familjen björnspinnare. Inga underarter finns listade i Catalogue of Life.